# Joueur de la LNH avec 1000 points
Dans la liste qui suit sont cités tous les joueurs de hockey sur glace qui ont atteint le chiffre de 1 000 points en saison régulière dans la Ligue nationale de hockey.

## Joueurs ayant atteint 1000 points
Les joueurs sont classés par date d'obtention des 1 000 points.
| Données concernant le 1000e point | Données concernant le 1000e point | Données concernant le 1000e point | Données concernant le 1000e point | Données concernant le 1000e point | Statistiques en fin de carrière dans la LNH | Statistiques en fin de carrière dans la LNH | Statistiques en fin de carrière dans la LNH | Statistiques en fin de carrière dans la LNH |
| no                                | Joueur                            | Équipe                            | Nb M.                             | Date                              | PJ                                          | B                                           | A                                           | Pts                                         |
| --------------------------------- | --------------------------------- | --------------------------------- | --------------------------------- | --------------------------------- | ------------------------------------------- | ------------------------------------------- | ------------------------------------------- | ------------------------------------------- |
| 1                                 | Gordie Howe                       | Red Wings de Détroit              | 938                               | 27 novembre 1960                  | 1 767                                       | 801                                         | 1 049                                       | 1 850                                       |
| 2                                 | Jean Béliveau                     | Canadiens de Montréal             | 911                               | 3 mars 1968                       | 1 125                                       | 507                                         | 712                                         | 1 219                                       |
| 3                                 | Alex Delvecchio                   | Red Wings de Détroit              | 1 143                             | 16 février 1969                   | 1 549                                       | 456                                         | 825                                         | 1 281                                       |
| 4                                 | Bobby Hull                        | Blackhawks de Chicago             | 909                               | 13 décembre 1970                  | 1 063                                       | 610                                         | 560                                         | 1 170                                       |
| 5                                 | Norm Ullman                       | Maple Leafs de Toronto            | 1 113                             | 16 octobre 1971                   | 1 549                                       | 456                                         | 825                                         | 1 281                                       |
| 6                                 | Stan Mikita                       | Blackhawks de Chicago             | 924                               | 15 octobre 1972                   | 1 394                                       | 541                                         | 926                                         | 1 467                                       |
| 7                                 | Johnny Bucyk                      | Bruins de Boston                  | 1 144                             | 9 novembre 1972                   | 1 540                                       | 556                                         | 813                                         | 1 369                                       |
| 8                                 | Frank Mahovlich                   | Canadiens de Montréal             | 1 090                             | 17 février, 1973                  | 1 181                                       | 570                                         | 533                                         | 1 103                                       |
| 9                                 | Henri Richard                     | Canadiens de Montréal             | 1 194                             | 20 décembre 1973                  | 1 256                                       | 358                                         | 688                                         | 1 046                                       |
| 10                                | Phil Esposito                     | Bruins de Boston                  | 745                               | 15 février 1974                   | 1 282                                       | 717                                         | 873                                         | 1 590                                       |
| 11                                | Rodrigue Gilbert                  | Rangers de New York               | 1 027                             | 19 février 1977                   | 1 065                                       | 406                                         | 615                                         | 1 021                                       |
| 12                                | Jean Ratelle                      | Bruins de Boston                  | 1 007                             | 3 avril 1977                      | 1 281                                       | 491                                         | 776                                         | 1 267                                       |
| 13                                | Marcel Dionne                     | Kings de Los Angeles              | 740                               | 7 janvier 1981                    | 1 348                                       | 731                                         | 1 040                                       | 1 771                                       |
| 14                                | Guy Lafleur                       | Canadiens de Montréal             | 720                               | 4 mars 1981                       | 1 126                                       | 560                                         | 793                                         | 1 353                                       |
| 15                                | Bobby Clarke                      | Flyers de Philadelphie            | 922                               | 19 mars 1981                      | 1 144                                       | 358                                         | 852                                         | 1 210                                       |
| 16                                | Gilbert Perreault                 | Sabres de Buffalo                 | 871                               | 3 avril 1982                      | 1 191                                       | 512                                         | 814                                         | 1 326                                       |
| 17                                | Darryl Sittler                    | Flyers de Philadelphie            | 927                               | 20 janvier 1983                   | 1 096                                       | 484                                         | 637                                         | 1 121                                       |
| 18                                | Wayne Gretzky                     | Oilers d'Edmonton                 | 424                               | 19 décembre 1984 1er 1000 pts     | 1 487                                       | 894                                         | 1 963                                       | 2 857                                       |
| 19                                | Bryan Trottier                    | Islanders de New York             | 726                               | 29 janvier 1985                   | 1 279                                       | 524                                         | 901                                         | 1 425                                       |
| 20                                | Mike Bossy                        | Islanders de New York             | 656                               | 24 janvier 1986                   | 752                                         | 573                                         | 553                                         | 1 126                                       |
| 21                                | Denis Potvin                      | Islanders de New York             | 987                               | 4 avril 1987                      | 1 060                                       | 310                                         | 742                                         | 1 052                                       |
| 22                                | Bernie Federko                    | Blues de Saint-Louis              | 855                               | 19 mars 1988                      | 1 000                                       | 369                                         | 761                                         | 1 130                                       |
| 23                                | Lanny McDonald                    | Flames de Calgary                 | 1 101                             | 7 mars 1989                       | 1 111                                       | 500                                         | 506                                         | 1 006                                       |
| 24                                | Peter Šťastný                     | Nordiques de Québec               | 682                               | 19 octobre 1989                   | 977                                         | 450                                         | 789                                         | 1 239                                       |
| 25                                | Jari Kurri                        | Oilers d'Edmonton                 | 716                               | 2 janvier 1990                    | 1 251                                       | 601                                         | 797                                         | 1 398                                       |
| 26                                | Denis Savard                      | Blackhawks de Chicago             | 727                               | 11 mars 1990                      | 1 196                                       | 473                                         | 865                                         | 1 338                                       |
| x                                 | Wayne Gretzky                     | Kings de Los Angeles              | 433† (857)                        | 26 octobre 1990 2e 1000 pts       | 1 487                                       | 894                                         | 1 963                                       | 2 857                                       |
| 27                                | Paul Coffey                       | Penguins de Pittsburgh            | 770                               | 22 décembre 1990                  | 1 409                                       | 396                                         | 1 135                                       | 1 531                                       |
| 28                                | Mark Messier                      | Oilers d'Edmonton                 | 822                               | 13 janvier 1991                   | 1 756                                       | 694                                         | 1 193                                       | 1 887                                       |
| 29                                | Dave Taylor                       | Kings de Los Angeles              | 930                               | 5 février 1991                    | 1 111                                       | 431                                         | 638                                         | 1 069                                       |
| 30                                | Michel Goulet                     | Blackhawks de Chicago             | 878                               | 23 février 1991                   | 1 089                                       | 548                                         | 604                                         | 1 152                                       |
| 31                                | Dale Hawerchuk                    | Sabres de Buffalo                 | 781                               | 8 mars 1991                       | 1 188                                       | 518                                         | 891                                         | 1 409                                       |
| 32                                | Bobby Smith                       | North Stars du Minnesota          | 986                               | 30 novembre 1991                  | 1 077                                       | 357                                         | 679                                         | 1 036                                       |
| 33                                | Mike Gartner                      | Rangers de New York               | 971                               | 4 janvier 1992                    | 1 432                                       | 708                                         | 627                                         | 1 335                                       |
| 34                                | Raymond Bourque                   | Bruins de Boston                  | 933                               | 29 février 1992                   | 1 612                                       | 410                                         | 1 169                                       | 1 579                                       |
| 35                                | Mario Lemieux                     | Penguins de Pittsburgh            | 513                               | 24 mars 1992                      | 915                                         | 690                                         | 1 033                                       | 1 723                                       |
| 36                                | Glenn Anderson                    | Maple Leafs de Toronto            | 954                               | 22 février 1993                   | 1 129                                       | 498                                         | 601                                         | 1 099                                       |
| 37                                | Steve Yzerman                     | Red Wings de Détroit              | 737                               | 24 février 1993                   | 1 514                                       | 692                                         | 1 063                                       | 1 755                                       |
| 38                                | Ron Francis                       | Penguins de Pittsburgh            | 893                               | 28 octobre 1993                   | 1 731                                       | 549                                         | 1 249                                       | 1 798                                       |
| 39                                | Bernie Nicholls                   | Devils du New Jersey              | 858                               | 13 février 1994                   | 1 127                                       | 475                                         | 734                                         | 1 209                                       |
| 40                                | Dino Ciccarelli                   | Red Wings de Détroit              | 957                               | 9 mars 1994                       | 1 232                                       | 608                                         | 592                                         | 1 200                                       |
| 41                                | Brian Propp                       | Whalers de Hartford               | 1 008                             | 19 mars 1994                      | 1 016                                       | 425                                         | 579                                         | 1 004                                       |
| 42                                | Joe Mullen                        | Penguins de Pittsburgh            | 935                               | 7 février 1995                    | 1 062                                       | 502                                         | 561                                         | 1 063                                       |
| 43                                | Steve Larmer                      | Rangers de New York               | 983                               | 8 mars 1995                       | 1 006                                       | 441                                         | 571                                         | 1 012                                       |
| 44                                | Doug Gilmour                      | Maple Leafs de Toronto            | 935                               | 23 décembre 1995                  | 1 474                                       | 450                                         | 964                                         | 1 414                                       |
| 45                                | Larry Murphy                      | Maple Leafs de Toronto            | 1 228                             | 27 mars 1996                      | 1 615                                       | 287                                         | 929                                         | 1 216                                       |
| 46                                | Dave Andreychuk                   | Devils du New Jersey              | 998                               | 7 avril 1996                      | 1 639                                       | 640                                         | 698                                         | 1 338                                       |
| 47                                | Adam Oates                        | Capitals de Washington            | 830                               | 8 octobre 1997                    | 1 337                                       | 341                                         | 1 079                                       | 1 420                                       |
| 48                                | Phil Housley                      | Capitals de Washington            | 1 081                             | 8 novembre 1997                   | 1 495                                       | 338                                         | 894                                         | 1 232                                       |
| 49                                | Dale Hunter                       | Capitals de Washington            | 1 308                             | 9 janvier 1998                    | 1 407                                       | 323                                         | 697                                         | 1 020                                       |
| 50                                | Pat LaFontaine                    | Rangers de New York               | 847                               | 22 janvier 1998                   | 865                                         | 468                                         | 545                                         | 1 013                                       |
| 51                                | Luc Robitaille                    | Kings de Los Angeles              | 882                               | 29 janvier 1998                   | 1 431                                       | 668                                         | 726                                         | 1 394                                       |
| 52                                | Al MacInnis                       | Blues de Saint-Louis              | 1 056                             | 7 avril 1998                      | 1 416                                       | 340                                         | 934                                         | 1 274                                       |
| 53                                | Brett Hull                        | Stars de Dallas                   | 815                               | 14 novembre 1998                  | 1 269                                       | 741                                         | 650                                         | 1 391                                       |
| 54                                | Brian Bellows                     | Capitals de Washington            | 1 147                             | 2 janvier 1999                    | 1 188                                       | 485                                         | 537                                         | 1 022                                       |
| 55                                | Pierre Turgeon                    | Blues de Saint-Louis              | 881                               | 9 octobre 1999                    | 1 294                                       | 515                                         | 812                                         | 1 327                                       |
| 56                                | Joe Sakic                         | Avalanche du Colorado             | 810                               | 27 décembre 1999                  | 1 378                                       | 625                                         | 1 016                                       | 1 641                                       |
| 57                                | Pat Verbeek                       | Red Wings de Détroit              | 1 275                             | 27 février 2000                   | 1 424                                       | 522                                         | 541                                         | 1 063                                       |
| 58                                | Vincent Damphousse                | Sharks de San José                | 1 090                             | 14 octobre 2000                   | 1 378                                       | 432                                         | 773                                         | 1 205                                       |
| 59                                | Jaromír Jágr                      | Penguins de Pittsburgh            | 763                               | 30 décembre 2000                  | 1 733                                       | 766                                         | 1 155                                       | 1 921                                       |
| 60                                | Mark Recchi                       | Flyers de Philadelphie            | 920                               | 13 mars 2001                      | 1 652                                       | 577                                         | 956                                         | 1 533                                       |
| 61                                | Theoren Fleury                    | Rangers de New York               | 960                               | 29 octobre 2001                   | 1 084                                       | 455                                         | 633                                         | 1 088                                       |
| 62                                | Brendan Shanahan                  | Red Wings de Détroit              | 1 073                             | 12 janvier 2002                   | 1 524                                       | 656                                         | 698                                         | 1 354                                       |
| 63                                | Jeremy Roenick                    | Flyers de Philadelphie            | 961                               | 30 janvier 2002                   | 1 363                                       | 513                                         | 703                                         | 1 216                                       |
| 64                                | Mike Modano                       | Stars de Dallas                   | 965                               | 15 novembre 2002                  | 1 499                                       | 561                                         | 813                                         | 1 374                                       |
| 65                                | Joe Nieuwendyk                    | Devils du New Jersey              | 1 094                             | 23 février 2003                   | 1 257                                       | 564                                         | 562                                         | 1 126                                       |
| 66                                | Mats Sundin                       | Maple Leafs de Toronto            | 994                               | 10 mars 2003                      | 1 346                                       | 564                                         | 785                                         | 1 349                                       |
| 67                                | Sergueï Fiodorov                  | Mighty Ducks d'Anaheim            | 965                               | 14 février 2004                   | 1 248                                       | 483                                         | 696                                         | 1 179                                       |
| 68                                | Aleksandr Moguilny                | Maple Leafs de Toronto            | 946                               | 15 mars 2004                      | 990                                         | 473                                         | 559                                         | 1 032                                       |
| 69                                | Brian Leetch                      | Bruins de Boston                  | 1 151                             | 18 octobre 2005                   | 1 205                                       | 247                                         | 781                                         | 1 028                                       |
| 70                                | Teemu Selänne                     | Mighty Ducks d'Anaheim            | 928                               | 30 janvier 2006                   | 1 451                                       | 684                                         | 773                                         | 1 457                                       |
| 71                                | Rod Brind'Amour                   | Hurricanes de la Caroline         | 1 202                             | 4 novembre 2006                   | 1 484                                       | 452                                         | 732                                         | 1 184                                       |
| 72                                | Keith Tkachuk                     | Blues de Saint-Louis              | 1 077                             | 30 novembre 2008                  | 1 201                                       | 538                                         | 527                                         | 1 065                                       |
| 73                                | Doug Weight                       | Islanders de New York             | 1 168                             | 2 janvier 2009                    | 1 238                                       | 278                                         | 755                                         | 1 033                                       |
| 74                                | Nicklas Lidstrom                  | Red Wings de Détroit              | 1 336                             | 15 octobre 2009                   | 1 564                                       | 264                                         | 878                                         | 1 142                                       |
| 75                                | Daniel Alfredsson                 | Sénateurs d'Ottawa                | 1 009                             | 22 octobre 2010                   | 1 246                                       | 444                                         | 713                                         | 1 157                                       |
| 76                                | Alekseï Kovaliov                  | Sénateurs d'Ottawa                | 1 249                             | 22 novembre 2010                  | 1 302                                       | 428                                         | 596                                         | 1 024                                       |
| 77                                | Jarome Iginla                     | Flames de Calgary                 | 1 103                             | 1er avril 2011                    | 1 554                                       | 625                                         | 675                                         | 1 300                                       |
| 78                                | Joe Thornton                      | Sharks de San José                | 994                               | 8 avril 2011                      | 1 714                                       | 430                                         | 1 109                                       | 1 539                                       |
| 79                                | Ray Whitney                       | Coyotes de Phoenix                | 1 226                             | 31 mars 2012                      | 1 330                                       | 385                                         | 679                                         | 1 064                                       |
| 80                                | Marián Hossa                      | Blackhawks de Chicago             | 1 100                             | 30 octobre 2014                   | 1 309                                       | 525                                         | 609                                         | 1 134                                       |
| 81                                | Martin St-Louis                   | Rangers de New York               | 1 082                             | 28 novembre 2014                  | 1 134                                       | 391                                         | 642                                         | 1 033                                       |
| 82                                | Patrik Eliáš                      | Devils du New Jersey              | 1 187                             | 6 janvier 2015                    | 1 240                                       | 408                                         | 617                                         | 1 025                                       |
| 83                                | Patrick Marleau                   | Sharks de San José                | 1 349                             | 21 novembre 2015                  | 1 779                                       | 566                                         | 631                                         | 1 197                                       |
| 84                                | Aleksandr Ovetchkine              | Capitals de Washington            | 880                               | 11 janvier 2017                   | Joueur encore actif dans la LNH             | Joueur encore actif dans la LNH             | Joueur encore actif dans la LNH             | Joueur encore actif dans la LNH             |
| 85                                | Henrik Sedin                      | Canucks de Vancouver              | 1213                              | 20 janvier 2017                   | 1 330                                       | 240                                         | 830                                         | 1 070                                       |
| 86                                | Sidney Crosby                     | Penguins de Pittsburgh            | 757                               | 16 février 2017                   | Joueur encore actif dans la LNH             | Joueur encore actif dans la LNH             | Joueur encore actif dans la LNH             | Joueur encore actif dans la LNH             |
| 87                                | Daniel Sedin                      | Canucks de Vancouver              | 1251                              | 30 novembre 2017                  | 1 306                                       | 393                                         | 648                                         | 1 041                                       |
| 88                                | Ievgueni Malkine                  | Penguins de Pittsburgh            | 848                               | 12 mars 2019                      | Joueur encore actif dans la LNH             | Joueur encore actif dans la LNH             | Joueur encore actif dans la LNH             | Joueur encore actif dans la LNH             |
| 89                                | Eric Staal                        | Wild du Minnesota                 | 1 208                             | 15 décembre 2019                  | 1 293                                       | 441                                         | 593                                         | 1 034                                       |
| 90                                | Patrick Kane                      | Blackhawks de Chicago             | 953                               | 19 janvier 2020                   | Joueur encore actif dans la LNH             | Joueur encore actif dans la LNH             | Joueur encore actif dans la LNH             | Joueur encore actif dans la LNH             |
| 91                                | Anze Kopitar                      | Kings de Los Angeles              | 1 124                             | 5 mai 2021                        | Joueur encore actif dans la LNH             | Joueur encore actif dans la LNH             | Joueur encore actif dans la LNH             | Joueur encore actif dans la LNH             |
| 92                                | Ryan Getzlaf                      | Ducks d'Anaheim                   | 1 118                             | 16 novembre 2021                  | 1 157                                       | 282                                         | 737                                         | 1 019                                       |
| 93                                | Nicklas Bäckström                 | Capitals de Washington            | 1 037                             | 9 mars 2022                       | Joueur encore actif dans la LNH             | Joueur encore actif dans la LNH             | Joueur encore actif dans la LNH             | Joueur encore actif dans la LNH             |
| 94                                | Patrice Bergeron                  | Bruins de Boston                  | 1 244                             | 21 novembre 2022                  | 1 294                                       | 427                                         | 613                                         | 1 040                                       |
| 95                                | Steven Stamkos                    | Lightning de Tampa Bay            | 945                               | 1er décembre 2022                 | Joueur encore actif dans la LNH             | Joueur encore actif dans la LNH             | Joueur encore actif dans la LNH             | Joueur encore actif dans la LNH             |
| 96                                | Claude Giroux                     | Sénateurs d'Ottawa                | 1 099                             | 10 avril 2023                     | Joueur encore actif dans la LNH             | Joueur encore actif dans la LNH             | Joueur encore actif dans la LNH             | Joueur encore actif dans la LNH             |
| 97                                | Joe Pavelski                      | Stars de Dallas                   | 1 248                             | 10 avril 2023                     | 1 332                                       | 476                                         | 592                                         | 1 068                                       |
| 98                                | John Tavares                      | Maple Leafs de Toronto            | 1 054                             | 11 décembre 2023                  | Joueur encore actif dans la LNH             | Joueur encore actif dans la LNH             | Joueur encore actif dans la LNH             | Joueur encore actif dans la LNH             |
| 99                                | Connor McDavid                    | Oilers d'Edmonton                 | 659                               | 14 novembre 2024                  | Joueur encore actif dans la LNH             | Joueur encore actif dans la LNH             | Joueur encore actif dans la LNH             | Joueur encore actif dans la LNH             |
| 100                               | Nathan MacKinnon                  | Avalanche du Colorado             | 856                               | 10 mars 2025                      | Joueur encore actif dans la LNH             | Joueur encore actif dans la LNH             | Joueur encore actif dans la LNH             | Joueur encore actif dans la LNH             |

- Joueur encore en activité dans la LNH
- Joueur encore en activité mais pas dans la LNH

## Joueurs retraités ayant marqué entre 950 et 1000 points
L'équipe inscrite est celle avec laquelle chaque joueur a joué le plus de matchs.
| Joueur            | Équipe                 | PJ    | B   | A   | PTS |
| ----------------- | ---------------------- | ----- | --- | --- | --- |
| Jason Spezza      | Sénateurs d'Ottawa     | 1 248 | 363 | 632 | 995 |
| Paul Kariya       | Mighty Ducks d'Anaheim | 989   | 402 | 587 | 989 |
| Rick Middleton    | Bruins de Boston       | 1005  | 448 | 540 | 988 |
| Dave Keon         | Maple Leafs de Toronto | 1296  | 396 | 590 | 986 |
| Andy Bathgate     | Rangers de New York    | 1069  | 349 | 624 | 973 |
| Shane Doan        | Coyotes de Phoenix     | 1540  | 402 | 570 | 972 |
| Maurice Richard   | Canadiens de Montréal  | 978   | 544 | 421 | 965 |
| Henrik Zetterberg | Red Wings de Détroit   | 1082  | 337 | 623 | 960 |
| Kirk Muller       | Devils du New Jersey   | 1349  | 357 | 602 | 959 |
| Larry Robinson    | Canadiens de Montréal  | 1384  | 208 | 750 | 958 |
| Rick Tocchet      | Flyers de Philadelphie | 1144  | 440 | 512 | 952 |